# 비차다주

비차다 주

비차다주(스페인어: Departamento del Vichada)는 콜롬비아 동부에 위치한 주로 주도는 푸에르토카레뇨이며 면적은 100,242km2, 인구는 68,575명(2013년 기준), 인구 밀도는 0.68명/km2이다. 1991년 7월 5일에 신설되었으며 4개 지방 자치체를 관할한다. 북쪽으로는 아라우카 주, 서쪽으로는 메타 주와 카사나레 주, 남쪽으로는 과이니아 주, 과비아레 주와 접하며 북쪽과 동쪽으로는 베네수엘라와 국경을 접한다.

주기
주 문장